# Пикшуев

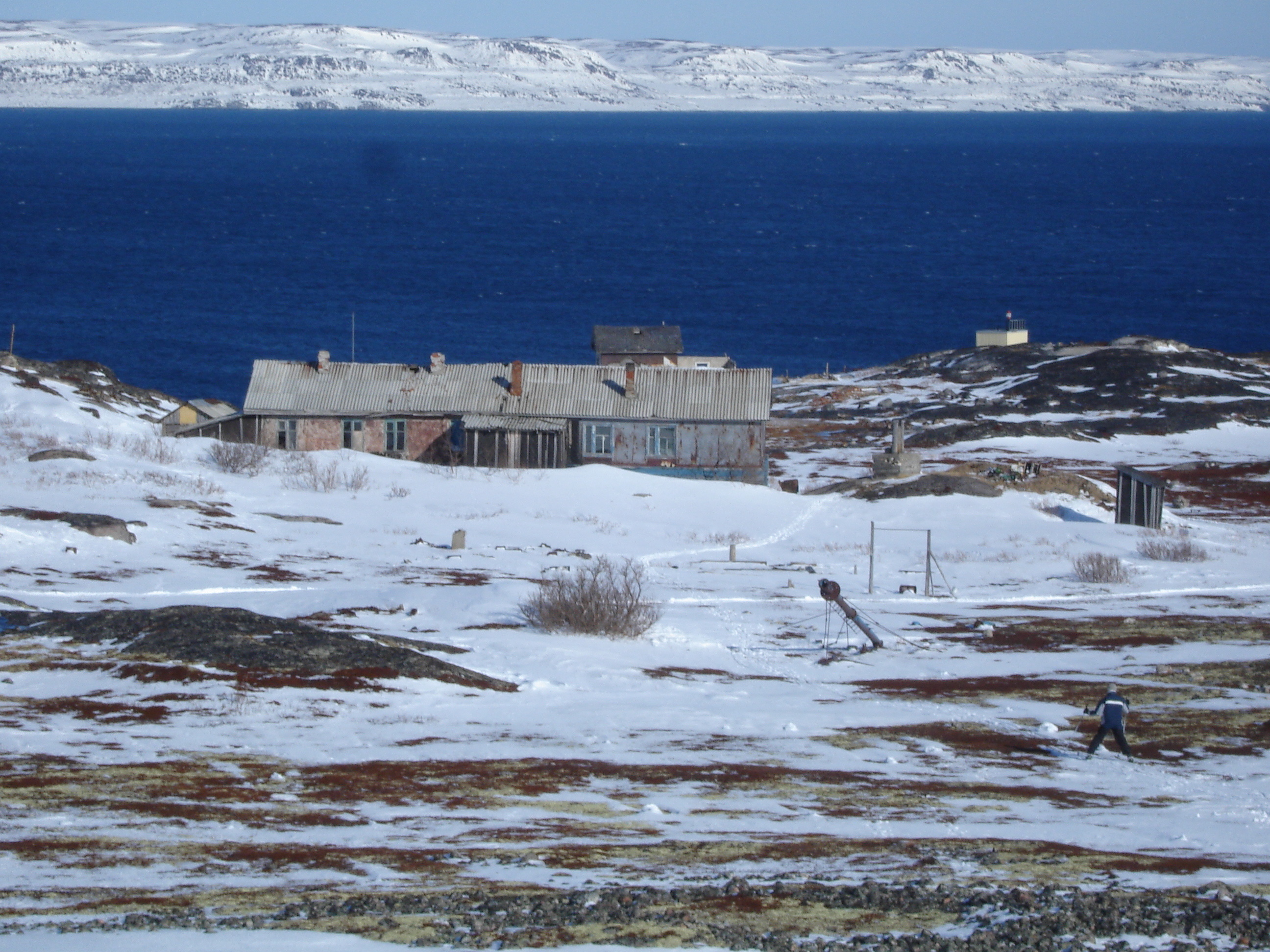
Здание метеостанции на мысе Пикшуев

Пикшуев (Тонкий Нос) — мыс на южном берегу Мотовского залива Баренцева моря в северо-западной части Кольского полуострова в 7,5 км от устья Западной Лицы.

## Этимология
Мыс и расположенная на нём Пикшуева гора получили название от одноимённой губы — Пикшуевой, расположенной рядом с мысом. Губа в свою очередь была названа по фамилии зажиточного помора Пикшуева, который занимался рыболовством в этих местах. Мыс имеет и второе название — Тонкий Нос.

## География
Склоны мыса пологие и заболоченные. Берег изрезан ручьями, впадающими в море. Растительность тундровая, встречаются заросли березы. Из представителей фауны встречаются северные олени.

## История
Мыс Пикшуев известен сражениями за него во время Великой Отечественной войны. Одним из первых десантов высадившихся на мысе стал отряд из четырёх бойцов, который 7 ноября 1941 года поджёг маяк и здание маяка. В числе отряда был специальный корреспондент газеты «Красная звезда» Константин Михайлович Симонов. Тогда маяк Пикшуев был оставлен немецкими войсками.
28 апреля 1942 года в районе мыса Пикшуев была высажена 12-я отдельная бригада морской пехоты, которая захватила плацдарм и удерживала его в течение двух недель. Мыс был оставлен 12-13 мая по решению командования Карельского фронта.
11 сентября 1942 года был высажен десант из 320 автоматчиков в районе мыса Пикшуев. Десантники разгромили опорный пункт немецких войск, уничтожили свыше 200 немецких военных, а остальных захватили в плен. Среди десантников был матрос-подводник Виктор Николаевич Леонов. О мысе Виктор Николаевич позже напишет:
В истории отряда североморских разведчиков можно встретить названия различных мысов и фьордов. Чаще других упоминается мыс Пикшуев на побережье Мотовского залива, близ устья реки Большая Западная Лица. Этот отлогий мыс косой вдавался в Мотовский залив. Если учесть, что через залив шло снабжение наших войск, оборонявших хребет Муста-Тунтури, то станет ясно, какое стратегическое значение придавал враг мысу Пикшуев. Здесь были его наблюдательные пункты, доты. Постоянный гарнизон горных егерей-пехотинцев и артиллеристов оборонял мыс с моря и суши.
Десанты высаживались на берег мыса также в марте и в октябре 1944 года во время Петсамо-Киркенесской операции.
В настоящее время в память о погибших здесь во время Великой Отечественной войне проходят походы заозерчан. В районе озера Долгое находится братская могила морских пехотинцев 12-й бригады, погибших во время пикшуевского десанта, планируется установить памятник на месте захоронения. На самой высокой точке мыса (415 м), где погибли пять бойцов из разведывательного отряда штаба Северного флота, планируется установить мемориальную плиту с именами погибших.

## Инфраструктура
На мысе располагался посёлок Маяк Пикшуев (почтовый индекс 184371), который в связи с отсутствием проживающего населения был упразднён в 2007 году. В посёлке в 1937—1941 и в 1954—1995 годах находилась метеорологическая станция. На мысе установлен маяк, который дал имя посёлку. Маяк и метеостанция были заброшены в 1995 году, но в 1998 году находились в хорошем состоянии.
На мысе в 1998 году частично оставались заграждения из колючей проволоки и траншеи. Также были заметны следы минирования противопехотными минами S-34 немецкого производства. Южнее мыса также можно найти следы минирования времён Второй мировой войны.